# Pimachiowin Aki
Pimachiowin Aki (ojibwa: ᐱᒪᒋᐅᐃᐧᓂ ᐊᑭ, tj. „Zemlja koja daje život”) je zaštićeno područje tajga koje pokriva veliko područje (43.000 km², poput veličine Danske) kanadskih pokrajina Manitoba i Ontario. Ovo područje presijecaju rijeke i ispunjeno je jezerima, močvarama i tajgama. Ono je dio izvornog staništa Chippewa indijanaca Anishinaabe(g) kulture (Prvi narod Poplar Rivera, Prvi narod Little Grand Rapidsa, Prvi narod Pauingassija, Prvi narod Pikangikuma i Prvi narod Bloodveina) koji ovdje žive više od 7.000 godina od ribolova, lova i skupljanja plodova. Područje uključuje i Pokrajinski park Atikaki i Pokrajinski park šumskih sobova (Woodland Caribou Provincial Park).
Pimachiowin Aki je izvanredan primjer kulturne tradicije Ji-ganawendamang Gidakiiminaan („čuvanje zemlje”), koja se sastoji u štovanju darova Stvoritelja, poštujući sve oblike života i očuvanju skladnih odnosa s drugima. Ovu tradiciju utjelovljuje složena mreža mjesta za uzdržavanje, starih naselja, putova i obrednih mjesta, često povezani vodenim putovima. Zbog toga je Pimachiowin Aki upisan na UNESCO-ov popis mjesta svjetske baštine u Sjevernoj Americi 2018. godine.
Čuvanje zemlje uključuje ceremonije na određenim mjestima kojima se komunicira s drugim bićima ili se štuju sveta mjesta poput stijena s piktogramima, gnijezda mitskih gromovitih ptica, mjesta obitavanja memegwesiwaga („malih špiljskih ljudi”), kako bi se ostvarila skladna veza s duhovima bića s kojima Anishinaabe dijele zemlju. Ovo učenje se usmeno prenosi generacijama i uključuje poštovanje starijih, učenje imena svetih mjesta što služi kao poticaj sjećanja, kao što su mjesta namirnica, staza i mjesta povijesnih obitavališta Anishinaabea.

## Prirodne odlike
Pimachiowin Aki je najkompletniji i najveći primjer sjevernog američkog borealnog štita (tajga), uključujući njezinu karakterističnu bioraznolikost i ekološke procese. Pimachiowin Aki sadrži izuzetnu raznolikost kopnenih i slatkovodnih ekosustava te u potpunosti podržava požare, protok nutrijenata, kretanje vrsta i veze plijeana i grabežljivaca koji su bitni ekološki procesi u tajgama. Izvanredna veličina, nepromjenljivost i raznolikost ekosustava Pimachiowina Akija podržava karakteristične šumske vrste kao što su šumski sob, los, vuk, gorska kuna, jezerska jesetra (Acipenser fulvescens), leopardska žaba (Lithobates), veliki plijenor i kanadska crnoglavka (Cardellina canadensis). Između vrsta kao što su vuk, los i šumski sob, te kanadski ris i američki zec (Lepus americanus), održavaju se važni odnosi plijena i grabežljivca. 

## Vanjske poveznice
- Službene stranice parka (engl.)
- pimachiowinaki.org (engl.)